# Намборн
Намборн (нім. Namborn) — громада в Німеччині, знаходиться в землі Саар. Входить до складу району Занкт-Вендель.
Площа — 26,00 км2. Населення становить 6928 ос. (станом на 31 грудня 2021).